# 油圧ナット
油圧ナット（ゆあつナット）とは、油圧ナット自体の機構にある油圧力でボルトを引っ張り上げて締め付けを行う締結ナット。複数のボルトを同時に、均一の力で締め付けることができる。引っ張り上げて締め付ける軸力による締結のため、ナットやフランジ表面の摩擦の影響を受けず、トルク管理よりも高精度な軸力管理による締め付けができる。
高精度な締結を求められる化学プラントのフランジボルトなどで使用される。また、油圧ナットを連結すれば複数のボルトを一度の作業で締結できることから、ボルトの締め付け軸力がバラつかず作業時間の大幅な短縮ができる。